# Monte San Cristóbal (Nicaragua)
Il Monte San Cristóbal è uno stratovulcano situato nel Dipartimento di Masaya, Nicaragua, tra i vulcani più attivi della nazione dell'America Centrale. Il San Cristóbal, con un'altezza pari a 1 745 m s.l.m., è il più alto vulcano del Nicaragua.
Fa parte dell'Arco vulcanico dell'America centrale.